# Іоанн (Зинов'єв)
Архієпископ Іоанн (в миру Сергій Петрович Зинов'єв) народився 4 липня 1950 р. у м. Дніпропетровську в сім'ї російського походження .
У 1972 р. закінчив Дніпропетровський державний держуніверситет . Під час навчання в університеті одружився .
30 вересня 1979 архієпископом Сімферопольським і Кримським Леонтієм (Гудимовим) був висвячений на диякона, а 20 січня 1980 в священика .
У 1988 р. ієрей Сергій Зінов'єв був зведений в сан протоієрея.
30 червня 1996 він був пострижений у чернецтво з нареченням імені Іоанн і незабаром возведений у сан архимандрита .
У тому ж 1996 року архімандрит Іоанн (Зинов'єв) приєднався до УПЦ КП, а вже 18 липня 1996 був висвячений у "єпископа Донецького і Луганського " .
20 лютого 1997 єпископ Іоанн (Зинов'єв) був усунений від управління єпархією та звільнений за штат . Через два місяці,
20 квітня 1997 р., він був призначений «єпископом Полтавським і Кременчуцьким», а 3 вересня 1997 знову був звільнений за штат .
19 лютого 1998 р. Іоанн (Зинов'єв) був призначений «єпископом Богуславським», вікарієм Київської єпархії, а 24 листопада 1998 р. призначений «єпископом Одеським і Балтським» .
6 липня 2000 р. він знову був відсторонений від управління єпархією та почислений за штат .
22 жовтня 2000 єпископ Іоанн знову був призначений керуючим Одесько — Балтської єпархії і зведений в сан архієпископа.
Через нетривалий час, в 2001 р. , він знову був відсторонений від управління єпархією та почислений за штат .
Близько двох років архієпископ Іоанн числився позаштатним архиєреєм Київського Патріархату.
2 березня 2003 р. він приєднався до Одесько -Запорізької єпархії Російської Православної Церкви Закордоном, де був прийнятий в сані архимандрита . Проживаючи в м. Запоріжжя, архимандрит Іоанн був настоятелем Свято- Введенського храму.
У листопаді 2006 р. архимандрит Іоанн приєднався до «Російської Православної Церкви Закордоном», очолюваної митрополитом Антонієм (Орловим) — РПЦЗ (А).
24 листопада 2006 р. «ієрархами» РПЦЗ (А) архимандрит Іоанн був висвячений у "єпископа Запорізького і Малоросійського " .
У 2007 р. єпископ Іоанн (Зинов'єв) і єпископ Орловський і Центрально — Російський Дамаскін (Балабанов) розкололи РПЦЗ (А), утворивши нову релігійну організацію, що отримала найменування « Російської Православної Церкви».
1 вересня 2007 р. єпископ Іоанн був наділений титулом «архієпископа Запорізького і Малоросійського, Екзарха всієї України» .